# Малюшин Микола Тимофійович
Микола Тимофійович Малюшин (1905, Владимирська губернія, Російська імперія, тепер Російська Федерація — ?) — радянський діяч, робітник-стахановець, майстер-фрезерувальник заводу № 8 імені Калініна Митищинського району Московської області. Депутат Верховної Ради СРСР 1-го скликання.

## Життєпис
Народився в багатодітній бідній селянській родині. Батько, Тимофій Малюшин, був учасником Першої світової війни, з 1930-х років працював головою колгоспу.
Микола Малюшин з 1914 до 1917 року навчався в сільській трикласній початковій школі. До 1928 року працював у сільському господарстві батьків. З 1928 до 1930 року — робітник фабрики Мострикотажу.
З 1930 року — чорнороб, фрезерувальник цеху № 1, з червня 1937 року — змінний майстер-фрезерувальник фрезерного відділу заводу № 8 імені Калініна селища імені Калініна Митищинського району Московської області.
Член ВКП(б) з 1932 року.
Подальша доля невідома.

## Нагороди
- орден Леніна (9.04.1937)